# Neosisyphus confrater
Neosisyphus confrater är en skalbaggsart som beskrevs av Hermann Julius Kolbe 1914. Neosisyphus confrater ingår i släktet Neosisyphus och familjen bladhorningar. Inga underarter finns listade i Catalogue of Life.